# South Milwaukee (Wisconsin)
South Milwaukee város az USA Wisconsin államában, Milwaukee megyében. Lakosainak száma 20 795 fő (2020. április 1.).

## Népesség
A település népességének változása:

| 2010 | 21 156 |
| 2020 | 20 795 |